# Bourreria wrightii
Bourreria wrightii är en strävbladig växtart som beskrevs av Brother Alain. Bourreria wrightii ingår i släktet Bourreria och familjen strävbladiga växter. Inga underarter finns listade i Catalogue of Life.